# Dacia Sandrider
Der Dacia Sandrider ist ein von Prodrive speziell für Marathon-Rallyes entwickelter Geländewagen der Prototypen-Klasse von Automobile Dacia und kommt seit Ende 2023 bei der Rallye Dakar in der FIA Klasse Ultimate T1+ zum Einsatz.

## Entwicklung und Technik
Der Dacia Sandrider basiert optisch auf dem SUV-Konzeptauto Dacia Manifesto, wurde aber technisch von Prodrive zusammen mit Renault-Alpine und Dacia aus dem zuvor erfolgreichen Prodrive Hunter entwickelt. Dacia betonte, dass es sich beim Dacia Sandrider nicht bloß um einen umgestalteten Prodrive Hunter handelt. Im Unterschied zum Prodrive Hunter hat der Dacia Sandrider unter anderem einen neuen Motor von Nissan aus dem Nissan Z, ein neues Fahrwerk und Aufhängungen sowie eine umgestaltete Karosserie. Der Dacia Sandrider besteht aus einer Karosserie aus Carbon auf einem Rohrrahmen-Chassis mit verstärktem Hilfsrahmen und verstärkten Stoßdämpfern sowie Aufhängungen mit doppelten Querlenkern. Er besitzt ein sequenzielles 6-Gang-Getriebe und permanenten Allrad-Antrieb auf 37×12,5 R17 BF Goodrich und 350 mm Federweg.

## Motor
- V6 Biturbo
- Treibstoff: Benzin
- Leistung: 360 PS (265 kW), bei 5000 Umdrehungen pro Minute
- Drehmoment: max. 540 Nm bei 4250 Umdrehungen pro Minute
- Hubraum: 3000 cm³

## Rallyes
Den ersten Rallyeeinsatz erlebte der Dacia Sandrider mit Nasser Al-Attiyah als Fahrer bei der Rallye Dakar 2024. Das Team nannte in den Medien das teilnehmende Fahrzeug nicht Dacia Sandrider sondern lediglich Prodrive Hunter. Im Ranking und den Anmeldedaten der FIA wird es aber als Dacia Sandrider gelistet. Nach zahlreichen technischen Problemen am Fahrzeug brach Al-Attiyah nach der 9. Etappe die Rallye Dakar ab und beendete diese auf dem letzten Platz.

„Es tut mir leid, aber ich möchte nicht mehr in dieses Auto steigen. Ich habe mich entschieden. Ich bin nur hergekommen, um mich zu bedanken. Am Abend fliege ich nach Hause.“

Trotz dieser Aussage fährt Al-Attiyah die 2024er Saison der World Rally-Raid Championship bei der Abu Dhabi Desert Challenge, der BP Ultimate Rally-Raid und der Desafio Ruta 40, mit dem Sandrider-Vorgängerfahrzeug an. Mit dem eigentlichen Dacia Sandrider trat er erst zur Rallye du Maroc 2024 an.
Zur Rallye du Maroc 2024 belegte Nasser Al-Attiyah den ersten, Sebastien Loeb den zweiten  und Cristina Gutiérrez den 82. Platz mit jeweils einem Sandrider.
Ab Ende 2024 tritt Dacia mit drei Fahrzeugen bei der Rallye Dakar 2025 sowie in der kompletten Saison der World Rally-Raid Championship 2025 an. Als Fahrer wurden Nasser Al-Attiyah, Sebastien Loeb und Cristina Gutiérrez verpflichtet.